# 蘇阿涅拉納伊翁古
蘇阿涅拉納伊翁古是馬達加斯加的城鎮，由阿那拉蘭基羅富區負責管轄，位於該國東北部，海拔高度11米，從事農業、服務業和漁業的人口分別佔80%、15%和5%，主要農產品有丁香、荔枝、咖啡、稻米和香草，2001年人口約22,000。
16°55′S 49°35′E / 16.917°S 49.583°E